# Michael Mmoh
Michael Mmoh (Riyad, 10 januari 1998) is een Amerikaans tennisspeler. Hij heeft nog geen ATP-toernooi gewonnen. Wel deed hij al mee aan Grand Slams. Hij heeft één challenger in het enkelspel en twee in het dubbelspel op zijn naam staan.

## Palmares

### Enkelspel
| Nr.                          | Datum            | Toernooi  | Ondergrond    | Tegenstander in finale | Score            | Details |
| ---------------------------- | ---------------- | --------- | ------------- | ---------------------- | ---------------- | ------- |
| Gewonnen finales challengers |                  |           |               |                        |                  |         |
| 1.                           | 13 november 2016 | Knoxville | Hardcourt (i) | Peter Polansky         | 7-5, 2-6, 6-1    |         |
| 2.                           | 6 augustus 2017  | Lexington | Hardcourt     | John Millman           | 4-6, 7-6(3), 6-3 |         |

## Resultaten grote toernooien
| Legenda | Legenda                          |
| ------- | -------------------------------- |
| g.t.    | geen toernooi gehouden           |
| l.c.    | lagere categorie                 |
| –       | niet deelgenomen                 |
| G       | uitgeschakeld in de groepsfase   |
| 1R      | uitgeschakeld in de eerste ronde |
| 2R      | uitgeschakeld in de tweede ronde |
| 3R      | uitgeschakeld in de derde ronde  |
| 4R      | uitgeschakeld in de vierde ronde |
| KF      | uitgeschakeld in de kwartfinale  |
| HF      | uitgeschakeld in de halve finale |
| F       | de finale verloren               |
| W       | het toernooi gewonnen            |
| w-v     | winst/verlies-balans             |

### Enkelspel
| grandslamtoernooien  |     |      |      |      |      |    |
| Australian Open      | –   | 1R   | –    | 1R   | 2R   | 2R |
| Roland Garros        | –   | –    | –    | –    | 1R   |    |
| Wimbledon            | –   | –    | 1R   | –    | g.t. |    |
| US Open              | 1R  | –    | 1R   | –    | 2R   |    |
| ATP Masters 1000     |     |      |      |      |      |    |
| Indian Wells         | –   | –    | –    | –    | g.t. |    |
| Miami                | 1R  | 1R   | 3R   | –    | g.t. | 1R |
| Monte Carlo          | –   | –    | –    | –    | g.t. |    |
| Madrid               | –   | –    | –    | –    | g.t. |    |
| Rome                 | –   | –    | –    | –    | –    |    |
| Montreal/Toronto     | –   | –    | –    | –    | g.t. |    |
| Cincinnati           | –   | –    | 1R   | –    | –    |    |
| Shanghai             | –   | –    | –    | –    | g.t. |    |
| Parijs               | –   | –    | –    | –    | –    |    |
| olympisch            |     |      |      |      |      |    |
| Olympische Spelen    | –   | g.t. | g.t. | g.t. | g.t. |    |
| statistieken         |     |      |      |      |      |    |
| totaal aantal titels | 0   | 0    | 0    | 0    | 0    | 0  |
| eindejaarsranking    | 196 | 175  | 103  | 218  | 174  |    |

### Dubbelspel
| toernooi             | 2014 | 2015 | 2016 | 2017 | 2018 | 2019 | 2020 | 2021 |
| -------------------- | ---- | ---- | ---- | ---- | ---- | ---- | ---- | ---- |
| grandslamtoernooien  |      |      |      |      |      |      |      |      |
| Australian Open      | –    | –    | –    | –    | –    | –    | –    | –    |
| Roland Garros        | –    | –    | –    | –    | –    | –    | –    |      |
| Wimbledon            | –    | –    | –    | –    | –    | –    | g.t. |      |
| US Open              | 2R   | –    | –    | –    | –    | –    | –    |      |
| ATP Masters 1000     |      |      |      |      |      |      |      |      |
| Indian Wells         | –    | –    | –    | –    | –    | –    | g.t. |      |
| Miami                | –    | –    | –    | –    | –    | –    | g.t. | KF   |
| Monte Carlo          | –    | –    | –    | –    | –    | –    | g.t. |      |
| Madrid               | –    | –    | –    | –    | –    | –    | g.t. |      |
| Rome                 | –    | –    | –    | –    | –    | –    | –    |      |
| Montreal/Toronto     | –    | –    | –    | –    | –    | –    | g.t. |      |
| Cincinnati           | –    | –    | –    | –    | –    | –    | –    |      |
| Shanghai             | –    | –    | –    | –    | –    | –    | g.t. |      |
| Parijs               | –    | –    | –    | –    | –    | –    | –    |      |
| olympisch            |      |      |      |      |      |      |      |      |
| Olympische Spelen    | g.t. | g.t. | –    | g.t. | g.t. | g.t. | g.t. |      |
| statistieken         |      |      |      |      |      |      |      |      |
| totaal aantal titels | 0    | 0    | 0    | 0    | 0    | 0    | 0    | 0    |
| eindejaarsranking    | 573  | —    | —    | 1184 | 476  | 422  | 476  |      |